# Kaspar Roeseling
Kaspar Roeseling (* 5. Mai 1894 in Köln; † 1. Januar 1960 ebenda) war ein deutscher Komponist, Musikschriftsteller und Musikpädagoge.

## Leben und Werk
Kaspar Roeseling erhielt Klavier-, Orgel- und Musiktheorieunterricht in Köln. Ab 1919 wirkte er als Volksschullehrer. Er studierte daneben Komposition bei Ewald Sträßer in Köln sowie Musikwissenschaft an den Universitäten Bonn und Köln. Er promovierte mit der Dissertation Beiträge zur Untersuchung der Grundhaltung romantischer Melodik (Köln 1920, gedruckt Oberkassel 1928).
Von 1927 bis 1933 wirkte Kaspar Roeseling als Lehrer am Seminar des Reichsverbands Deutscher Tonkünstler in Köln, 1950 wurde er Dozent für Musiktheorie an der Musikhochschule Köln und 1952 Lektor an der Universität Köln.
Kaspar Roeseling schrieb die Oper Niobe (unvollendet), die Funkoper Dionysos besucht die Unterwelt sowie zahlreiche weltliche und geistliche Instrumental- und Vokalwerke wie die Symphonie in D moll, das Chorwerk Hymne aus Feuer (1956) sowie Jugend- und Schulmusiken  wie das Kreisspiel von der Geburt Christi (1934) und den Struwelpeter (1952).
Kaspar Roeseling gab folgende Werke und Reihen heraus: IX Cantiones sacrae ex auctoribus saeculi XVI et XVII für zwei- bis vierstimmigen Chor (1956). Er verfasste für Ernst Bückens Handbuch der Musikerziehung (Potsdam 1931) die Abschnitte Musikerziehung in der Volksschule und Musikerziehung in Gesangschören sowie für das Handbuch der katholischen Kirchenmusik (Essen 1949) den Abschnitt Kirchenmusik und geistliche Musik sowie zahlreiche Zeitschriftenaufsätze.